# Aiolia (Tochter des Amythaon)
Aiolia (altgriechisch Αἰολία Aiolía) ist in der griechischen Mythologie die Tochter von Amythaon und der Idomene. Ihre Geschwister sind Bias und Melampus. 
Ihr Gatte ist Kalydon, mit dem sie zwei Kinder hatte. Diese waren Epikaste und Protogeneia.

## Quelle
- Bibliotheke des Apollodor 1,7,7 und 1,9,11